# La Mageta
La capella de la Mageta és una capella del poble de Dorres, a l'Alta Cerdanya, de la Catalunya del Nord.
Està situada a 1.453,9 m alt, a l'extrem de ponent del poble de Dorres, en el nucli de les Arenes. És al capdamunt del carrer de la Mageta.
Es tracta d'una capella petita, de nau única rectangular i sense absis, que és orientat al nord, destacat exteriorment. Està dedicada a la Mare de Déu, sant Marc i sant Pere.